# Martin Minchev
Martin Minchev (en búlgaro: Мартин Минчев; Varna, 22 de abril de 2001) es un futbolista búlgaro que juega en la demarcación de extremo para el KS Cracovia de la Ekstraklasa.

## Selección nacional
Tras jugar con la selección de fútbol sub-16 de Bulgaria, la sub-17, la sub-18 y con la sub-19, finalmente debutó con la selección absoluta el 22 de marzo de 2019. Lo hizo en un partido de clasificación para la Eurocopa 2020 contra Montenegro que finalizó con un resultado de empate a uno tras los goles de Stefan Mugoša para Montenegro, y de Todor Nedelev para Bulgaria.

## Clubes
| Club                  | País            | Año       | Partidos | Goles |
| --------------------- | --------------- | --------- | -------- | ----- |
| PFC Cherno More Varna | Bulgaria        | 2017-2020 | 83       | 12    |
| A. C. Sparta Praga    | República Checa | 2020-2023 | 97       | 13    |
| Çaykur Rizespor       | Turquía         | 2023-2025 | 41       | 3     |
| KS Cracovia           | Polonia         | 2025-     | 11       | 1     |

## Palmarés

### Títulos nacionales
| Título                               | Club               | País            | Año  |
| ------------------------------------ | ------------------ | --------------- | ---- |
| Liga de Fútbol de la República Checa | A. C. Sparta Praga | República Checa | 2023 |